# Вівтар Монтефельтро
«Вівтар Монтефельтро» — відома вівтарна картина Раннього Відродження, написана художником П'єро делла Франческа на замовлення Федеріко да Монтефельтро, герцога Урбінського, який зображений на полотні. Ймовірно, написана з нагоди народження  в 1472 році його дружиною спадкоємця, що було сприйняте як диво, оскільки цьому передувало народження восьми дочок; сама герцогиня пологів не пережила і через цей факт у полотні й присутній відтінок скорботи.

## Датування
Картина була виконана між 1472 і 1474 роками; terminus ante quem визначено за відсутністю у постаті Федеріго відзнаки Ордену Підв'язки, яку він отримав пізніше. Коли картину виявили у пінакотеці Брера наприкінці XIX століття, вона була знівечена потемнілим лаком і її атрибутували Фра Карневале, оскільки в той час було невідомо, що П'єро делла Франческа використовував олійну техніку.

## Іконографія
Вівтарна картина написана за іконографією Святої Співбесіди: в центрі представлена Мадонна в оточенні святих, ангелів і уклінного герцога Урбінського. Мадонна, що розуміється тут як Марія-Екклезія, поклоняється Немовляті, що спить. Сцена розгортається в інтер'єрі ренесансного храму (вперше в будівлі в італійському живописі), що має символічний підтекст. Немовля, яке спить на колінах Екклезії, розуміється як викупна жертва на вівтарі і також іконографічний прообраз П'єти, коли вже дорослий Христос буде зображуватися на колінах матері, що його оплакує.
Вважається, що Федеріго замовив цей розпис на честь народження спадкоємця престолу Гвідобальдо, а невдовзі померла його дружина Баттіста Сфорца (в 1472 р.), і цим вівтарним образом він хотів забезпечити протекцію всьому своєму роду. Реставрація і нещодавні дослідження показали, що початковий розмір картини був зменшений, а художник мав намір включити в композицію більше архітектури і простору, зробивши її більш повітряною.
У центрі Мадонна на троні зі сплячим Ісусом на колінах, далі зліва направо: Іван Хреститель, Святий Бернардин, Святий Ієронім (в образі монаха-відлюдника, що б'є себе каменем в груди), Святий Франциск (показує стигмати), Петро Мученик (з раною на голові, можливо, прихований портрет математика Луки Пачолі) і Іван Богослов. Позаду них архангели, а попереду уклінний сам Федеріго да Монтефельтро.
На нитці під конхою абсиди, виконаної у формі черепашки (символ нової Афродити — Марії; означає красу Діви, яка залишиться вічною), висить страусове яйце — додатковий атрибут легенди про дивовижне народження Христа, оскільки у Середньовіччі існувала легенда про те, що страуси вагітніють парфеногенно; або ж Творіння. За іншою версією, яйце має відношення до смерті дружини Монтефельтро: страус відкладає яйце в пісок і залишає його і страусеня росте одне — так само син герцога буде рости без матері. За ще однією версією в черепашці зображена перлина, що є символом Непорочного зачаття Христа. Власне птах страус є геральдичним символом роду Монтефельтро. Сплячий Ісус на руках Мадонни є одночасно і символом материнства і символом смерті, що ще більше підтверджує можливий траурний відтінок цього твору.
Федеріко зображений у молитві, обличчя його безпристрасне, він дякує Мадонні за сина і тужить через втрату дружини. Всі зображені на вівтарній картині сповнені спокою; немовля, занурене у глибокий сон, безсило звішує руку. Тема урочистого поклоніння новонародженому богу зливається з темою заупокійної літургії.

## Живопис
У цій вівтарній картині П'єро делла Франческа першим з італійських художників XV століття зобразив Мадонну і святих в інтер'єрі церкви. Сам герцог зображений з відчутною матеріальністю, як і святі. Архітектура класичного храму написана надзвичайно витончено. Композиція картини абсолютно симетрична і розгортається в просторі по замкненому колу, ніби тяжіючи до ідеальної сфери. У цій строгій архітектурі, в якій люди проймаються її гармонією, а вона своїми ритмами наділяється духом у присутності людини, — розкривається піднесений спіритуалізм задуму.